# Équipe de Bolivie de football à la Copa América 2001
L'équipe de Bolivie de football participe à sa 21e Copa América lors de l'édition 2001 qui se tient en Colombie du 11 juillet 2001 au 29 juillet 2001. Elle se rend à la compétition en tant qu'éliminée du 1er tour de la Copa América 1999.
Les Boliviens sont éliminés au premier tour en terminant dernier du groupe C et ils affichent un bilan de trois défaites en autant de matchs.

## Résultat

### Premier tour
| Classement final |            |     |   |   |   |   |    |    |      |
|                  | Équipe     | Pts | J | G | N | P | BP | BC | Diff |
| 1                | Costa Rica | 7   | 3 | 2 | 1 | 0 | 6  | 1  | +5   |
| 2                | Honduras   | 6   | 3 | 2 | 0 | 1 | 3  | 1  | +2   |
| 3                | Uruguay    | 4   | 3 | 1 | 1 | 1 | 2  | 2  | 0    |
| 4                | Bolivie    | 0   | 3 | 0 | 0 | 3 | 0  | 7  | -7   |

| 13 juillet | Uruguay    | 1 | 0 | Bolivie    |
| 13 juillet | Costa Rica | 1 | 0 | Honduras   |
| 16 juillet | Uruguay    | 1 | 1 | Costa Rica |
| 16 juillet | Honduras   | 2 | 0 | Bolivie    |
| 19 juillet | Costa Rica | 4 | 0 | Bolivie    |
| 19 juillet | Honduras   | 1 | 0 | Uruguay    |

| 13 juillet 2001 | Uruguay       | 1 – 0   | Bolivie | Stade Atanasio-Girardot (Medellín)                |                                                   |
| 18 h 00         | Chevantón 60e | (0 - 0) |         | Spectateurs : 38 000 Arbitrage : Mauricio Navarro | Spectateurs : 38 000 Arbitrage : Mauricio Navarro |

| 16 juillet 2001 | Honduras         | 2 – 0   | Bolivie                 | Stade Atanasio-Girardot (Medellín)                |                                                   |
| 20 h 15         | Guevara 53e, 68e | (0 - 0) | Sandy 73e · Coimbra 81e | Spectateurs : 25 000 Arbitrage : John Toro Rendón | Spectateurs : 25 000 Arbitrage : John Toro Rendón |

| 19 juillet 2001 | Costa Rica                                  | 4 – 0   | Bolivie | Stade Atanasio-Girardot (Medellín)              |                                                 |
| 18 h 00         | Wanchope 45e, 71e · Bryce 63e · Fonseca 84e | (1 - 0) |         | Spectateurs : 25 000 Arbitrage : Luis Solórzano | Spectateurs : 25 000 Arbitrage : Luis Solórzano |

## Navigation